# ポケットスクエア
ポケットスクエアは東京都中野区中野にある4つの劇場、ザ・ポケット（1998年）・劇場MOMO（2000年）・テアトルBONBON・劇場HOPE（いずれも2009年）の総称である。
2023年時点の支配人は寺戸隆之。2023年から4劇場連動の演劇フェスティバル『ぽけふぇす』を開催。住宅街の中の小劇場という形は、初代支配人がジァン・ジァン（2000年閉館）から受けた発想とのこと。

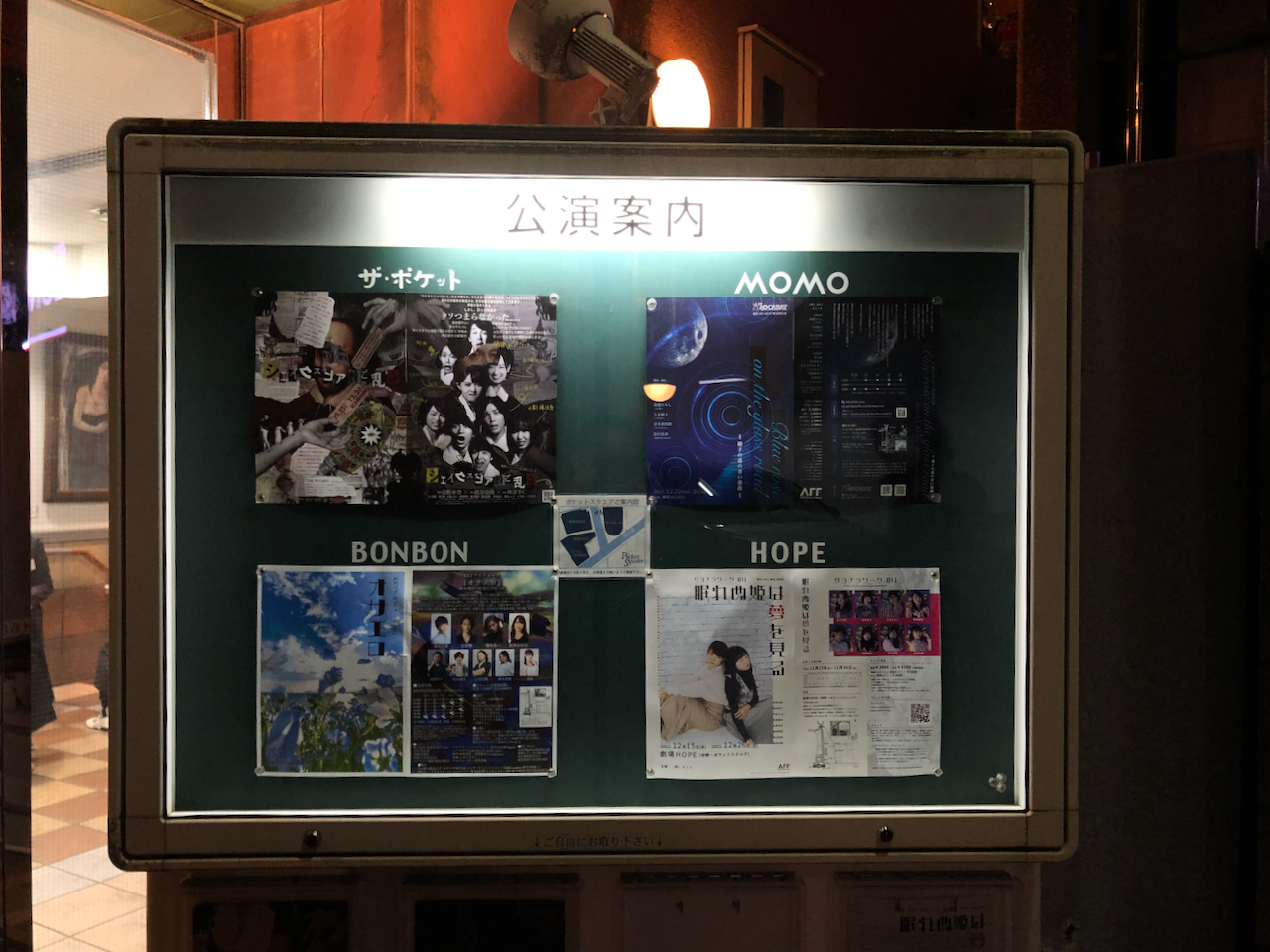
ポケットスクエアで公演されている演目の一覧掲示板。中央に各劇場の位置関係を示す簡易地図が用意されている

## ザ・ポケット
180席。単独の建物。2階に劇場事務所としてのポケットスクエアの住所が設定されている。劇場名は童謡『ふしぎなポケット』にちなみ、ここを訪れる人たち、関わる人たちから演劇、芝居人が増えていくようにという思いが込められている。
- プレオープニング作品 1998年5月7−15日ナイロン100℃『吉田神経クリニックの場合』[早 1][4]
- オープニング作品 1998年6月24日-7月5日 ナイロン100℃『Φ(ファイ) 』[早 2][5]

## 劇場MOMO

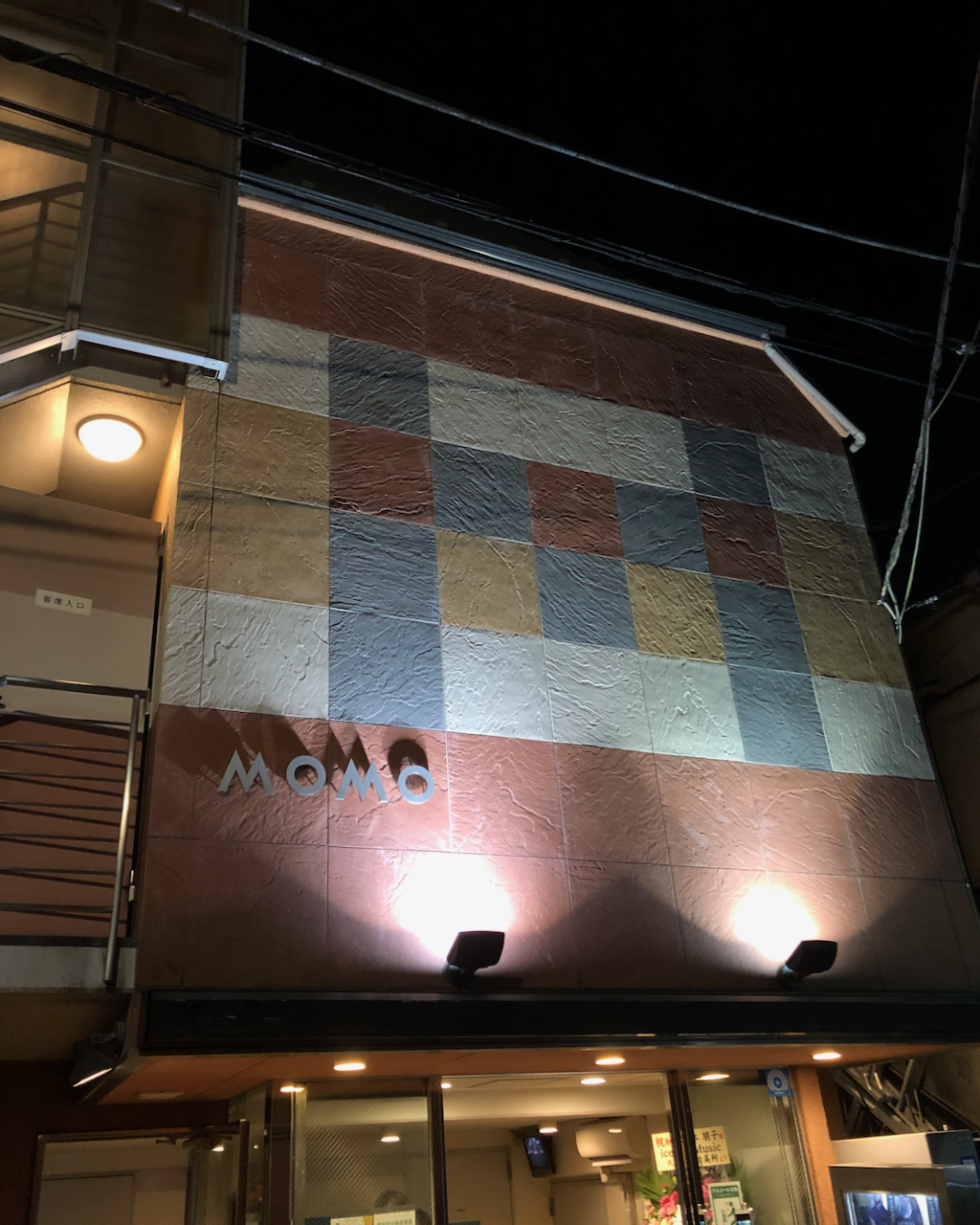
劇場MOMOの看板と入口。1階が受付で、向かって左の階段で客席へ入る。

90席。単独の建物だが、貸し稽古場が地下1階と4階に併設されている。
- オープニングフェスティバル  2000年2月4-6日 劇団鳥獣戯画 『なにして遊ぶ？ 谷内六郎の世界』[早 3]

## テアトルBONBON・劇場HOPE

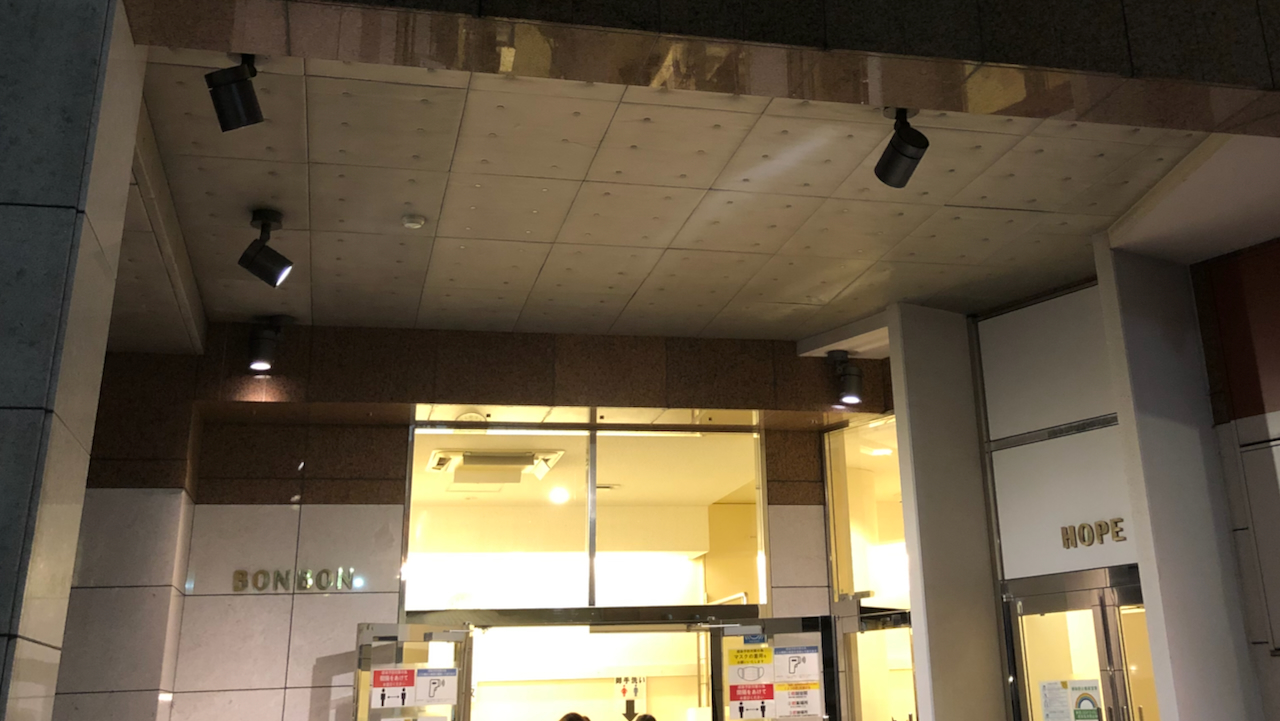
テアトルBONBONと劇場HOPEの入口。向かって右側がHOPE、左側がBONBON。

同一建物内で、テアトルBONBONが2階（120席）、劇場HOPEが地下1階（70席）に併設されている。
- テアトルBONBONこけら落とし特別公演 2009年10月3-12日 劇団東京ヴォードヴィルショー 『その人、女優？』[早 4][10]

- 劇場HOPE杮落とし公演 2009年10月15-19日 ノアノオモチャバコ 『かもめ』[早 5][11][12]

## ホップステップstudio
2フロアの貸し稽古場。

#### 早稲田大学文化資源データベース内演劇上演記録データベース
1. ↑  “吉田神経クリニックの場合”. 演劇上演記録データベース.   早稲田大学文化資源データベース. 2021年9月6日閲覧。
2. ↑  “Ф”. 演劇上演記録データベース.   早稲田大学文化資源データベース. 2021年9月6日閲覧。
3. ↑  “なにして遊ぶ？ 谷内六郎の世界”. 演劇上演記録データベース.   早稲田大学文化資源データベース. 2021年9月6日閲覧。
4. ↑  “その人、女優？”. 演劇上演記録データベース.   早稲田大学文化資源データベース. 2021年9月6日閲覧。
5. ↑  “かもめ”. 演劇上演記録データベース.   早稲田大学文化資源データベース. 2021年9月6日閲覧。